# I'm Glad It's You
I'm Glad It's You — американський рок-гурт із міста Редлендс, Каліфорнія, створений у 2014році.

## Історія
Гурт засновано у 2014 році. У тому ж році гурт випустив мініальбом June, а в 2015 році вийшов мініальбом Daydreams.
Під час гастролей у липні 2017 року гастрольний фургон гурту I'm Glad It's You перекинувся під час руху поблизу Барстоу, Каліфорнія, що призвело до смерті їхнього відеооператора Кріса Ейвіса. Гурт I’m Glad It’s You скасував решту свого туру; минув ще рік, перш ніж гурт зібрався разом у повному складі та розпочав процес запису альбому. Трагедія спонукала гурт I'm Glad It's You переглянути тексти і назви пісень дебютного альбому «The Things I Never Say», який вийшов у 2018 році.
Другий повноформатний альбом, Every Sun, Every Moon, був спродюсований Джеймсом Роббінсом і випущений на лейблі 6131 Records у травні 2020 року. Журнал Slant назвав альбом одним із 50 найкращих релізів 2020 року.

## Склад гурту
- Робі Браун (Robi Brown) — клавішні
- Ті Джей Манімейкер (TJ Moneymaker) — бас
- Келлі Бейдер (Kelley Bader) — вокал
- Еван Дайкс (Evan Dykes) — гітара
- Елліотт Гласс (Elliott Glass) — ударні

## Дискографія

### Мініальбоми
- June (2014)[1]
- Daydreams (2015)[1]

### Альбоми
- The Things I Never Say (6131 Records, 2018)[1]
- Every Sun, Every Moon (6131 Records, 2020)[1]